# Mosahi
La Valle di Musahi (Musehy Valley) è una pianura dell'Afghanistan situata a 30 km dalla capitale Kabul nell'omonimo distretto.
Si tratta di una zona pianeggiante dove fino al 2005 non esisteva alcun tipo di flora, nonostante fosse presente un'insalubre palude, in ciò rispecchiando appieno il clima desertico dell'Afghanistan.
Questa zona è presidiata dalle forze italiane della ISAF le quali hanno permesso di migliorare i sistemi di irrigazione e di indirizzarli nei modi migliori rendendo così possibile la crescita di erba e piante.
È una delle zone più pericolose dell'Afghanistan a causa delle montagne da cui è circondata e che permettono agli estremisti islamici un facile controllo e accesso.